# سرازم
سَرازم مدينة أثارية طاجيكية. يعود تأريخها إلى الألف الرابع قبل الميلاد وهي الآن مدرجة على لائحة التراث العالمي وهي تقع في وادي زارافشان قرب الحدود مع أوزبكستان.

## وصف التأريخ
تقع مدينة سَرازم الأثارية وسط وادي زرافشان وهو سهب واسع ملائم للزراعة والرعي كما كان أكبر مركز لإنتاج وتصدير المعادن في وسط آسيا قبل 5000 عام.وقد هُجرت المدينة بعد وصول المستوطنون الأندروف حوالي سنة 2000 قبل الميلاد.
ويُعتقد إن المدينة أعُيد إحيائها كنقطة تعدين واستخراج حجر الفيروز  من زارافشان حوالي 1500 قبل الميلاد، كما كانت مركزاً رئيسياً للزراعة ولإستخراج النحاس. أكتشف المدينة الأثارية فلاح من أهالي المنطقة أسمه (عاشور علي تالينوف) عام 1976 عندما وجد خنجر مصنوع من النحاس في أحد مواقع البناء القريبة. وقامت بعثة مشتركة سوفيتية-فرنسية ضمت الأثاري (عبد الله إيساكوف) بالتنقيب عن المدينة عام 1977.

## قائمة التراث العالمي
وضعت المدينة على لائحة تراث عالمي في تموز/يولية 2010 بوصفها موقع أثري يقدم الدليل على تطور المستوطنات البشرية في وسط آسيا,من الألف الرابع قبل الميلاد إلى نهاية الألف الثالث قبل الميلاد. وهي أول موقع طاجيكي يدرج على لائحة التراث العالمي.

## معرض صور

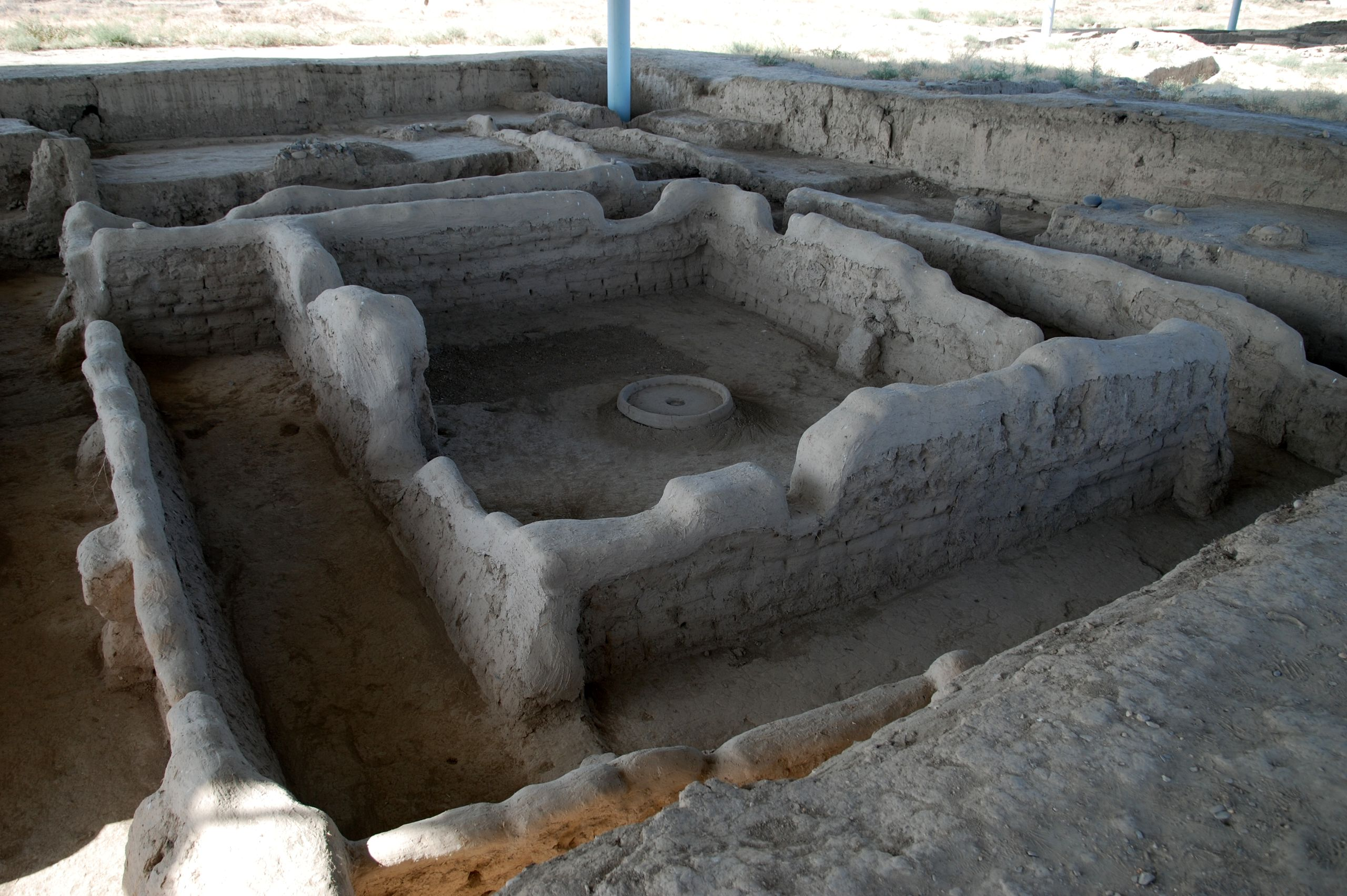
منطقة سرزام
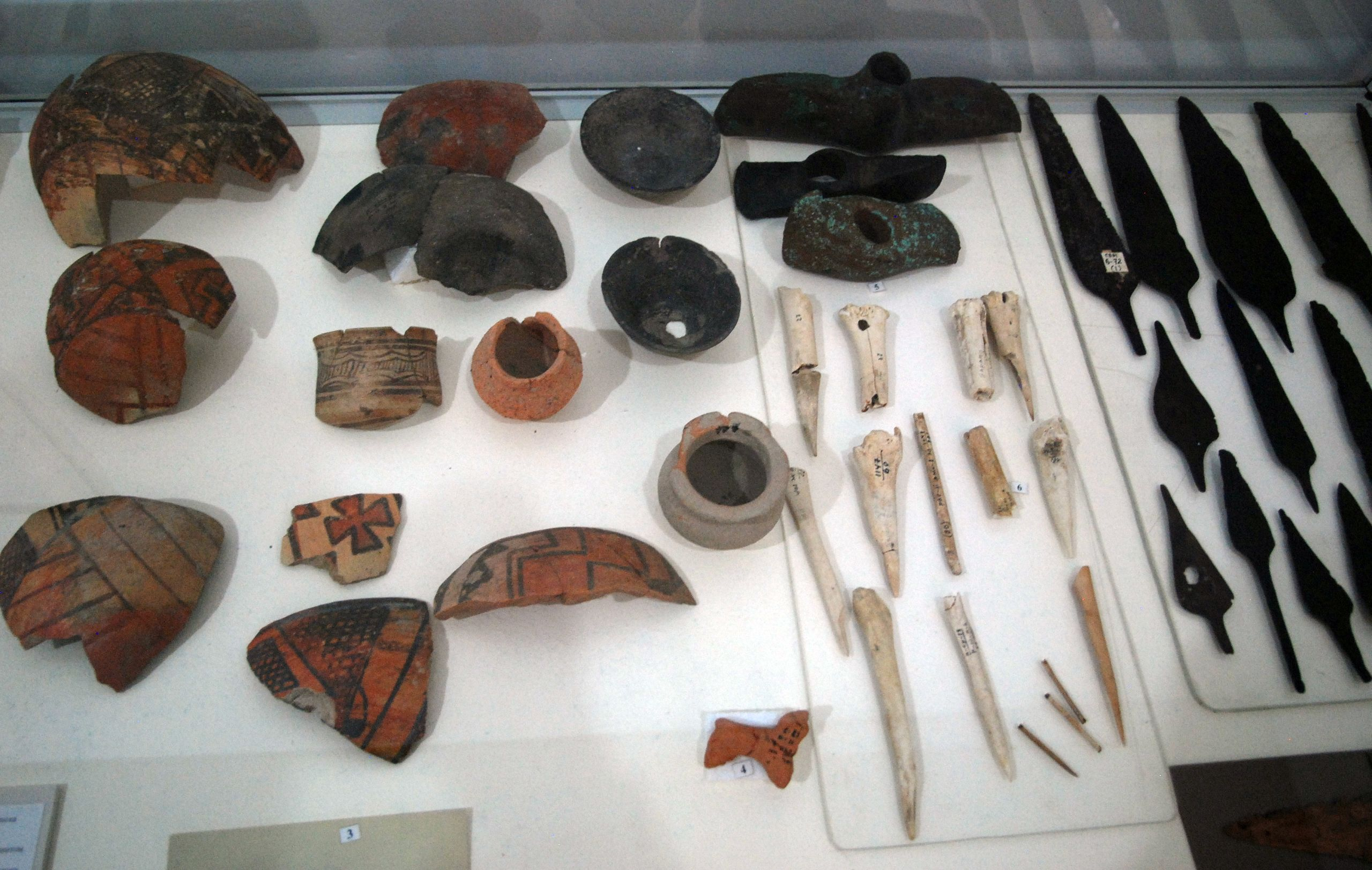
أثار
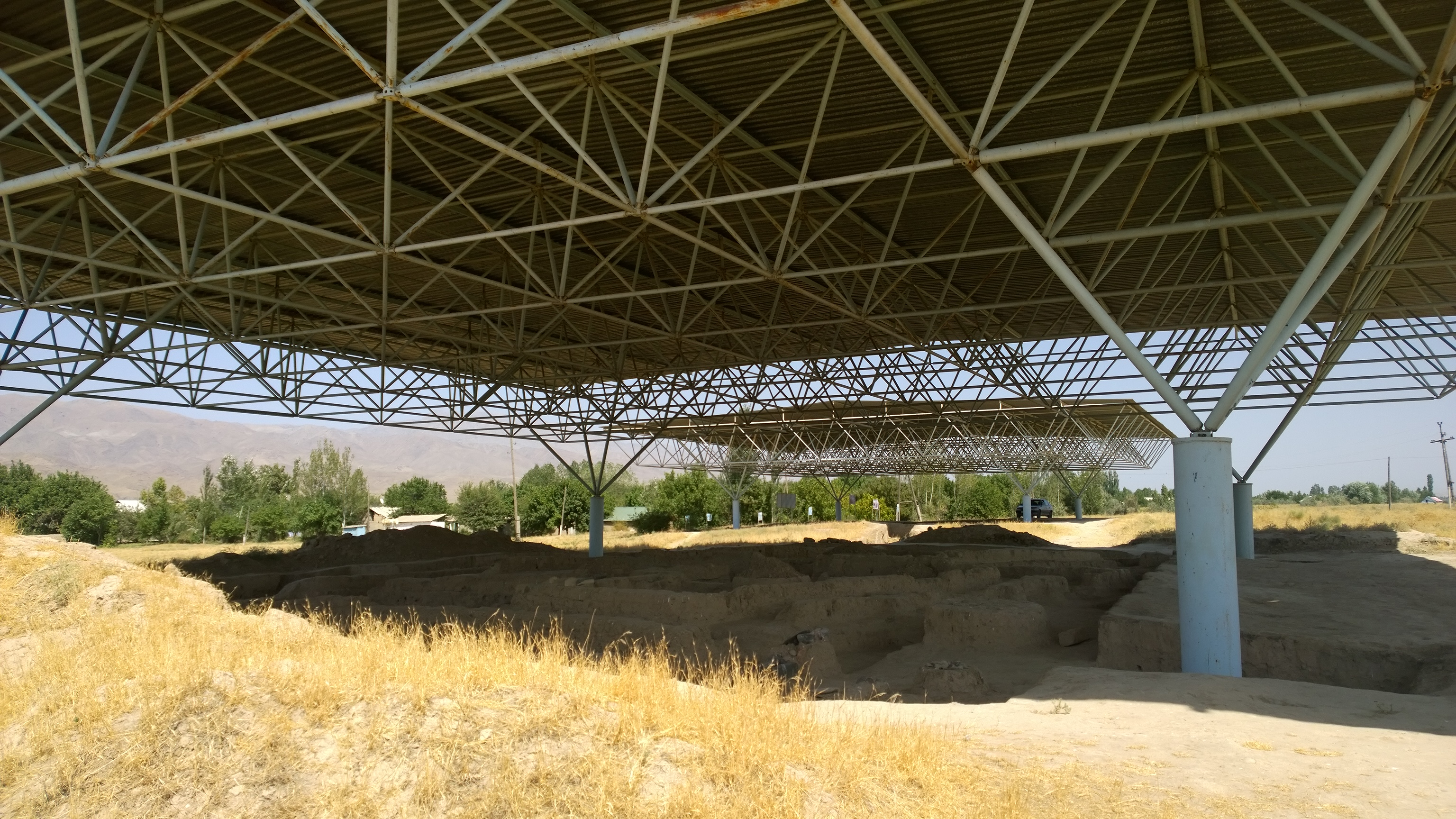
مظلات كبيرة
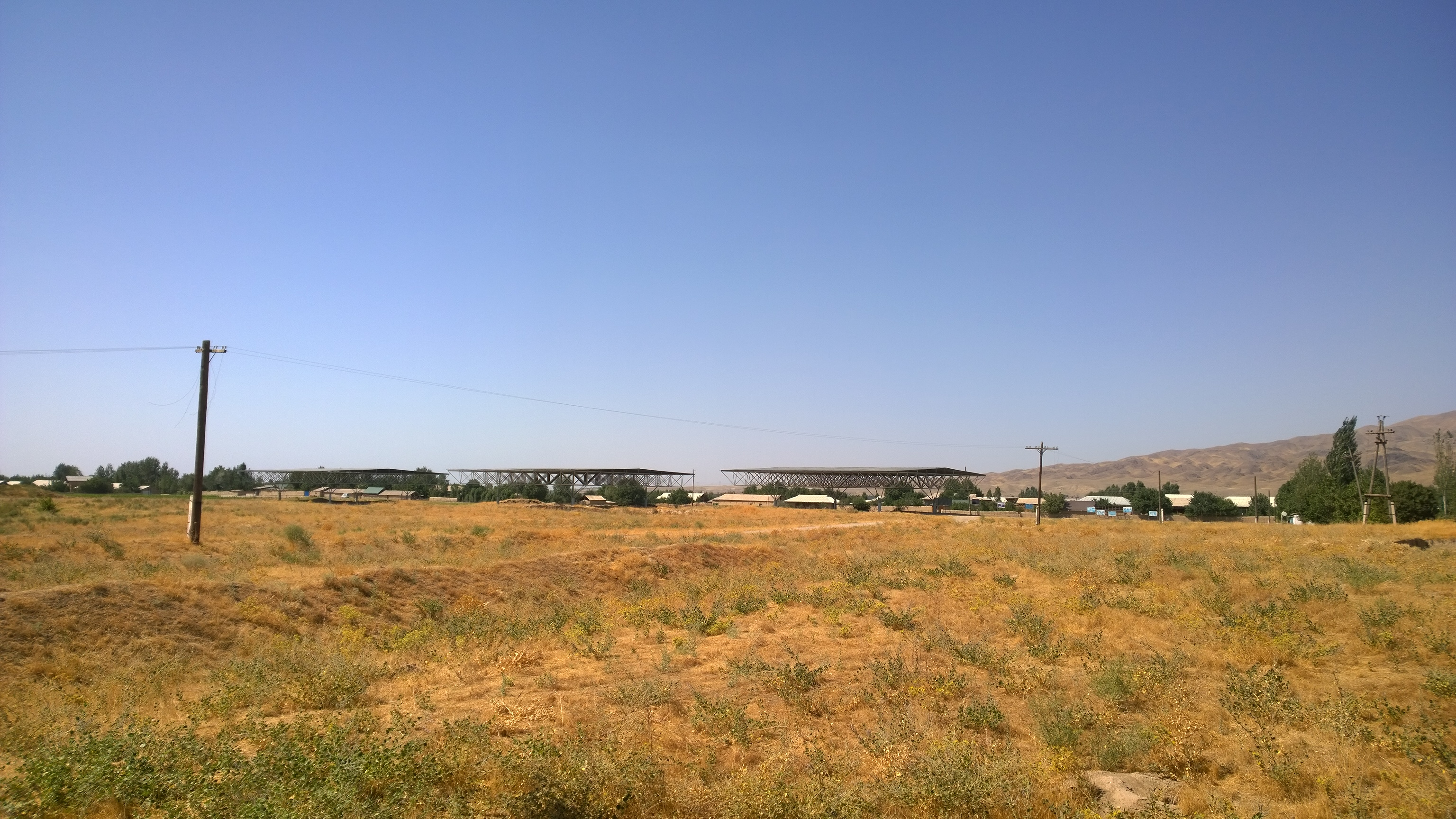
لقطة بعيدة
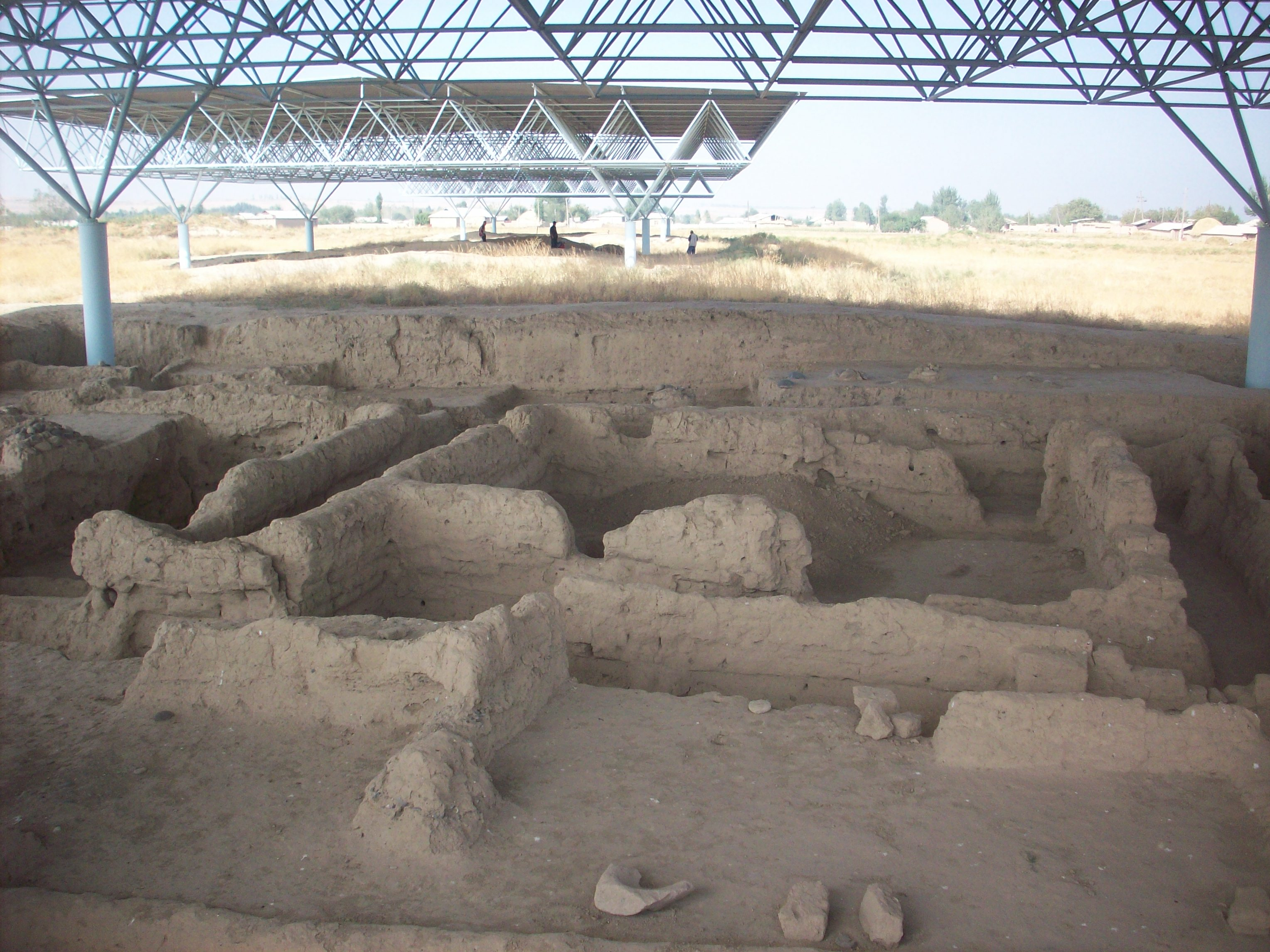
التنقيب في مدينة سرزم الأثرية

## اقرأ ايضاً
- قائمة مواقع التراث العالمي وسط وشمال آسيا